# Woodtemple
Woodtemple (v překladu z angličtiny dřevěný chrám) je rakouská black metalová kapela z města Steyr ve spolkové zemi Horní Rakousy založená v roce 1998 hudebníkem s pseudonymem Aramath (zpěv, kytara, baskytara, klávesy). Za svou inspiraci Amarath uvádí polskou kapelu Graveland.
První demo Swords of Hate vyšlo v roce 1999, debutové studiové album s názvem Feel the Anger of the Wind pak v roce 2002 u německé firmy No Colours Records.

## Diskografie
Dema
- Swords of Hate (1999)

Studiová alba
- Feel the Anger of the Wind (2002)
- The Call from the Pagan Woods (2004)
- Voices of Pagan Mountains (2006)
- Sorrow of the Wind (2008)
- Forgotten Pride (2014)

EP
- Hidden in Eternal Shadow (2005)